# Discoveries (Oscar Pettiford)
Discoveries è un album raccolta di Oscar Pettiford, pubblicato dalla Savoy Jazz Records nel 1986 (come riportato nei cataloghi delle pubblicazioni originali, mentre in altre fonti la pubblicazione viene fatta risalire al 1987).

## Tracce
Lato A
1. Cello Again (Take 1) – 2:36 (Oscar Pettiford) – Registrato il 21 febbraio 1952 a New York
2. Ah-Dee-Dong (Take 1) – 2:33 (Oscar Pettiford) – Registrato il 21 febbraio 1952 a New York
3. Sonny Boy (Take 1) – 2:06 (Lew Brown, Buddy De Sylva, Ray Henderson, Al Jolson) – Registrato il 21 febbraio 1952 a New York
4. I'm Beginning to See the Light (Take 1) – 3:08 – Registrato il 21 febbraio 1952 a New York
5. Why Not – 3:52 – Registrato l'8 (o) 18 luglio 1956 a New York
6. You're Covered – 1:46 – Registrato l'8 (o) 18 luglio 1956 a New York
7. Taking a Chance on Love – 5:00 (Vernon Duke, John Latouche, Ted Fetter) – Registrato nell'ottobre del 1957 a New York

Lato B
1. No Knox Blues – 4:58 – Registrato il 13 agosto 1957 a New York
2. What Is It – 5:31 – Registrato il 22 agosto 1956
3. The Switch – 2:13 – Registrato il 22 agosto 1956
4. Out Is In – 1:55 – Registrato il 22 agosto 1956
5. Cello Again (Take 2) – 2:36 (Oscar Pettiford) – Registrato il 21 febbraio 1952 a New York
6. Ah-Dee-Dong (Take 2) – 2:34 (Oscar Pettiford) – Registrato il 21 febbraio 1952 a New York
7. Sonny Boy (Take 2) – 2:48 (Lew Brown, Buddy De Sylva, Ray Henderson, Al Jolson) – Registrato il 21 febbraio 1952 a New York

## Musicisti
Brani A1, A2, A3 e A4
- Oscar Pettiford - violoncello, leader
- Billy Taylor - pianoforte
- Charles Mingus - contrabbasso
- Charlie Smith - batteria

Brano A5
- Mat Mathews - accordion, leader
- Oscar Pettiford - contrabbasso
- Charlie Smith - batteria

Brano A6
- Mat Mathews - accordion, leader
- Oscar Pettifrod - contrabbasso
- Herbie Mann - flauto
- Chace Dean - clarinetto basso
- Joe Roland - vibrafono
- Charlie Smith - batteria

Brano A7
- Oscar Pettiford - contrabbasso
- Eddie Costa - chitarra
- Ed Thigpen - batteria

Brano B1  
- Gene Roland - tromba
- Oscar Pettiford - contrabbasso
- Paul Quinichette - sassofono tenore
- Nat Pierce - pianoforte
- Doyle Salathiel - chitarra
- Osie Johnson - batteria

Brani B2, B3 e B4
- Charlie Smith - batteria, leader
- Oscar Pettiford - contrabbasso
- Hank Jones - pianoforte

Brani B5, B6 e B7
- Oscar Pettiford - violoncello, leader
- Billy Taylor - pianoforte
- Charles Mingus - contrabbasso
- Charlie Smith - batteria[1]